# William Arthur Lewis
Sir William Arthur Lewis, ofte omtalt som Arthur Lewis, (født 23. januar 1915 i Castries, død 15. juni 1991 i Saint Michael, Barbados) var en økonom fra Saint Lucia med speciale i udviklingsøkonomi og bl.a. professor ved London School of Economics (LSE) og Princeton University. I 1979 modtog han Nobelprisen i økonomi sammen med Theodore Schultz "for deres forskning i økonomisk udvikling med særlig fokus på problemerne i u-lande." Lewis var den første farvede økonom og den første økonom fra et ikke-vestligt land, der modtog Nobelprisen. Lewis var dog også britisk statsborger.
Lewis var også den første Nobelprismodtager fra Saint Lucia i det hele taget, men er ikke den eneste, idet den lille østat med ca. 165.000 indbyggere har fostret to af slagsen: Ud over Lewis modtog Derek Walcott Nobelprisen i litteratur i 1992.

## Liv og virke
Arthur Lewis blev født i hovedstaden Castries på Saint Lucia, da landet stadig var en del af den britiske koloni British Windward Islands. Han var det fjerde af fem børn, og hans forældre var indvandret fra Antigua kort efter århundredskiftet. Hans far George døde, da Arthur var syv år gammel, og moderen Ida opfostrede børnene alene. Arthur udmærkede sig allerede som dreng med sit gode hoved og sprang to klasser over i skolen. Efter at have afsluttet sin skolegang som 14-årig arbejdede han på et kontor i nogle år, mens han ventede på at blive gammel nok til at kunne deltage i adgangsprøven til st stipendium fra Saint Lucias regering til et britisk universitet.
I 1932 vandt Lewis stipendiet. Han fortæller i sin selvbiografi: 
"På dette tidspunkt vidste jeg ikke hvad jeg skulle med mit liv. Den britiske regering anvendte en kvote for farvede i sine kolonier, så unge sorte studerede kun jura eller medicin, hvor de kunne skaffe sig en levefod uden for offentlig ansættelse. Jeg ønskede ikke at blive sagfører eller læge. Jeg ville gerne være ingeniør, men dette virkede udsigtsløs eftersom hverken regeringen eller hvide virksomheder ville ansætte en sort ingeniør. Til sidst besluttede jeg at læse erhvervsøkonomi med henblik på bagefter at vende tilbage til Saint Lucia og arbejde inden for handel eller i en kommune. Samtidig ville jeg læse jura for at kunne falde tilbage på det... Jeg havde i 1933 ingen anelse om hvad økonomi var."
På trods af sin uvidenhed om faget blev Lewis i 1937 bachelor fra London School of Economics med en meget fin eksamen, og LSE gav ham et ph.d.-stipendium, som han afsluttede i 1940. Derefter underviste han ved LSE indtil 1948. I 1947 giftede han sig med Gladys Jacobs, og de fik efterhånden to døtre.
I 1948 blev han ansat ved University of Manchester, hvor han arbejdede indtil 1957. Her udviklede han nogle af sine vigtigste tanker om mønstrene for kapital og lønninger i udviklingslande. Han blev især kendt for sine bidrag til udviklingsøkonomi, et emne af stor interesse, efterhånden som tidligere kolonier begyndte at opnå uafhængighed fra deres tidligere europæiske koloniherrer.
Da Ghana blev uafhængigt i 1957 udnævnte den ghanesiske regering Lewis som sin første økonomiske rådgiver. Han hjalp med til at udarbejde landets første fem-årige udviklingsplan (1959-63).
I 1959 vendte Lewis tilbage til Caribien, da han blev udnævnt til rektor ved University of the West Indies. I 1963 blev han adlet for sine bidrag til den økonomiske videnskab.
Samme år blev han professor ved Princeton University og flyttede til USA. Lewis arbejde i Princeton i de næste to årtier, indtil han trak sig tilbage i 1983.
Lewis blev valgt som den første formand for den Caribiske Udviklingsbank i 1970.
Han døde 15. juni 1991 i Bridgetown på Barbados. 
Han er begravet i Arthur Lewis Community College på Saint Lucia, der er navngivet til ære for ham.

## Vigtigste arbejde

### Lewis-modellen
Lewis offentliggjorde i 1954, hvad der skulle blive hans vigtigste artikel inden for udviklingsøkonomi: Economic Development with Unlimited Supplies of Labour. Her beskrev han det, der senere blev kendt som den duale sektormodel eller blot "Lewis-modellen". 
Lewis kombinerede en analyse af udviklingslandes historiske erfaringer med centrale tanker fra traditionel økonomi til at udarbejde et overordnet billede af udviklingsprocessen. I hans teori udvikler en "kapitalistisk" sektor sig ved at skaffe arbejdskraft fra en ikke-kapitalistisk tilbagestående "subsistens"- eller traditionel sektor. Tidligt i udviklingsstadieprocessen medfører den ubegrænsede arbejdsudbud fra den traditionelle sektor, at den kapitalistiske sektor kan udvide sig uden at behøve at hæve lønningerne. Dette medfører højere kapitalafkast, som geninvesteres i ny kapitalakkumulation. Denne forøgelse af kapitalbeholdningen medfører så igen, at sektoren tiltrækker mere arbejdskraft fra den traditionelle sektor. Under modellens forudsætninger bliver denne proces selvopretholdende og fører til modernisering og økonomisk udvikling.

Det tidspunkt, hvor den overskydende arbejdskraft i den traditionelle sektor er helt absorberet i den moderne sektor, og hvor yderligere kapitalakkumulation medfører højere lønninger, kaldes sommetider "Lewis' vendepunkt". Det er for nylig blevet diskuteret vidt omkring i forbindelse med den økonomiske udvikling i Kina.

### The Theory of Economic Growth
Lewis offentliggjorde sin bog The Theory of Economic Growth i 1955, hvor han forsøgte at “skabe en passende ramme for at studere økonomisk udvikling,” drevet af en blanding af "nysgerrighed og praktisk nødvendighed".